# Hizb-i Islāmī (Hekmatyār)

Logo der Partei

Die Hizb-i Islāmī (persisch حزب اسلامی, DMG Ḥezb-i Islāmī, ‚Islamische Partei‘) ist die älteste islamistische Partei in Afghanistan. Unter der Führung von Gulbuddin Hekmatyār spielte sie in den 1980er und 1990er Jahren im Kampf gegen die sowjetische Besatzung und dem afghanischen Bürgerkrieg eine zentrale Rolle. Nach der Eroberung Kabuls durch die Taliban 1996 verlor sie jedoch stark an Einfluss und spaltete sich nach der Gründung des neuen afghanischen Staates 2001 auf.

## Entwicklung
Hervorgegangen ist die Hizb-i Islāmī im Juni 1976 aus der Studentenorganisation Dschawānān-i Mosalmān („Muslimische Jugend“), die 1969 an der Kabuler Universität als Gegengewicht zu den aufstrebenden Marxisten entstanden war.
Nach der Machtergreifung durch Mohammed Daoud Khan 1973 ging sie nach Pakistan ins Exil. Von dort bereitete sie 1975 einen Aufstand gegen das Regime in Kabul vor. Aufgrund der unzureichenden Unterstützung der Bevölkerung schlug dieser jedoch fehl. Nach dem Putsch der Kommunisten 1978 und dem sowjetische Intervention 1979 nahm sie den bewaffneten Widerstand auf. Dank ihrer guten Kontakte zum pakistanischen Geheimdienst ISI und saudischen Geldgebern spielte sie eine wichtige politische und militärische Rolle. Aus der BRD erhielt die Partei finanzielle Unterstützung von der CSU-nahen Hanns-Seidel-Stiftung.
Nach dem Rückzug der sowjetischen Truppen 1988 und dem Sturz des kommunistischen Regimes 1992 bildete sie zusammen mit anderen islamistischen Parteien unter der Führung von Burhānuddin Rabbāni eine Übergangsregierung.
Die Hizb-i Islāmī zog sich jedoch vorzeitig aus der Regierung zurück und versuchte gewaltsam die Macht zu erobern. Über Jahre lieferte sie sich mit der Regierung von Präsident Rabbāni einen blutigen Bürgerkrieg, in dessen Zuge zehntausende Menschen zu Tode kamen und Kabul weitgehend zerstört wurde. Dabei spielten neben ideologischen auch ethnische Ursachen eine Rolle: Die Partei Rabbānis, die Dschamiat-i Islāmi, wurde vor allem von den Tadschiken, die Hizb-i Islāmī vor allem von den Paschtunen unterstützt. Hinzu kam die persönliche Rivalität mit dem militärischen Führer der Dschamiat-i Islāmī, Ahmad Schah Massoud. Dieser kannte Hekmatyār aus Studententagen, misstraute ihm jedoch seit dem fehlgeschlagenen Aufstand von 1975.
Erst die Eroberung Kabuls durch die Taliban 1996 setzte dem Konflikt ein Ende. Nachdem die Nordallianz mit amerikanischer Unterstützung im Herbst 2001 Kabul zurückerobert hatte, rief Hekmatyār 2002 zum Kampf gegen die Regierung von Hamid Karzai auf und schloss sich mit den Taliban zusammen. Doch nicht alle Teile der Hizb-i Islāmī folgten seinem Aufruf. So erklärte sich im Sommer 2005 ein Teil der Partei zur Teilnahme an den Parlamentswahlen bereit. Mit vierzig Abgeordneten stellt sie heute in der Wolesi Dschirga (Unterhaus) die größte Fraktion und gehört zu den wichtigsten Stützen der Regierung. Der Teil unter Führung Hekmatyārs hingegen hat seine destruktive Obstruktionspolitik mit der Ermordung von Politikern, Polizisten und Lehrern fortgesetzt. Es ist anzunehmen, dass er weiterhin Unterstützung vom pakistanischen Geheimdienst erhält. Im September 2016 unterzeichnete die afghanische Regierung ein Friedensabkommen mit Hezb-i Islami. In diesem Abkommen wird dem Anführer von Hezb-i Islami, Gulbuddin Hekmatyar, eine Amnestie für seine vergangenen Taten gewährleistet. Darüber hinaus werden bestimmte Kämpfer von Hezb-i Islami aus den Gefängnissen entlassen. Die Regierung versprach ebenfalls, sich für eine Aufhebung der internationalen Sanktionen gegenüber Hekmatyar einzusetzen.

## Ideologie
Die Hizb-i Islāmī gilt in ihrer ideologischen Orientierung als besonders radikal und dogmatisch. Ähnlich wie die pakistanische Dschamiat-e Eslami ist sie streng hierarchisch und zentralistisch aufgebaut. Ursprünglich entstammten ihre Mitglieder vorwiegend der gebildeten, städtischen Mittelklasse, doch mit der Ethnisierung des Konfliktes wurde sie zur Partei der paschtunischen Minderheit im Norden Afghanistans. Die hohen ideologischen Ansprüche, die sie an ihre Mitglieder stellte, sowie ihre Kompromiss- und Rücksichtslosigkeit verhinderten, dass sie breite Unterstützung fand. Die systematische Obstruktionspolitik in den 1990er Jahren, die wesentlich zum Scheitern der Regierung beigetragen und dem Erfolg der Taliban den Weg geebnet hat, hat ihr weitere Sympathien gekostet. Dennoch hat sie wie keine andere islamistische Partei den politischen Diskurs in Afghanistan geprägt.

## Partei von Chalis
Unter dem Namen Hizb-i Islāmī besteht noch eine weitere islamistische Partei in Afghanistan, die sich zu Beginn der 1980er Jahre unter Führung von Junis Chalis von der Partei Hekmatyārs abgespalten hat. Die als Hizb-i Islāmī (Chalis) bezeichnete Partei hat jedoch politisch und militärisch eine weit geringere Rolle gespielt und ist seit dem Tod ihres Führers im Juli 2006 heute nur noch von marginaler Bedeutung.